# Проміжна web-сторінка
Проміжна вебсторінка (або інтерстиціальна) — вебсторінка, що відображається до або після очікуваної сторінки вмісту, часто для відображення реклами або, наприклад, підтвердження віку користувача (до показу обмеженого за віком матеріалу). Більшість проміжних рекламних сторінок доставляються рекламним сервером. Їх не слід плутати зі сторінками про згоду на файли cookie, встановленими Директивою про захист даних ЄС. 

## Значення
У цьому контексті термін "інтерстиціальна" вживається у значенні „проміжок часу”. Проміжна вебсторінка розташована між сторінкою, на яку посилаються, і сторінкою, яка на неї посилається - отже, вона знаходиться між двома сторінками. Це відрізняється від сторінки, яка просто посилається безпосередньо на іншу, тим, що проміжна сторінка служить лише для надання додаткової інформації користувачеві під час акту навігації з однієї сторінки на наступну.
У цифровому маркетингу термін "інтерстиціальна" часто використовується у значенні "інтерстиціальна реклама", а не "інтерстиціальна вебсторінка". У деяких випадках це може призвести до плутанини, оскільки інтерстиціальні оголошення не завжди відображаються на проміжних вебсторінках. Відповідно до стандарту, вдосконаленого IAB, проміжне оголошення (також відоме як оголошення між сторінками) може відображатися або на окремій вебсторінці, або коротко відображатися як накладання на цільовій сторінці.  Більше того, керівні принципи мобільної реклами, створені Асоціацією мобільного маркетингу (ММА), включають проміжні оголошення в додатках, які інтегруються в програми, а не на вебсторінки.

## Обхід
Багато проміжних сторінок обходять NoScript та блокувальники реклами .